# Русские пантеры против расизма
Ру́сские панте́ры про́тив раси́зма в Изра́иле (англ. Russian Panthers; ивр. פנתרים רוסיים; פנתרים בעליה‎) — молодёжная группа, выступившая против расизма в учебных заведениях Израиля в 1999 году. Лидером группы стала Мерав Фролов. «Русские пантеры» сложились на базе групп поддержки жертв насилия на почве расизма в израильских учебных заведениях добровольного товарищества «Ламерхав» (в переводе с иврита «На простор») под руководством Михаэля Дорфмана и Ольги Филаретовой.
В 2000 году по рекомендации МИД Израиля приняли участие в качестве наблюдателей на Конференции ООН против расизма в Дурбане (ЮАР).